# Beta Lyrae
Beta Lyrae (β Lyr / β Lyrae) é uma estrela binária localizada a cerca de 882 anos-luz da Terra, na constelação de Lyra. Possui o nome tradicional de Sheliak.
Beta Lyrae é uma binária eclipsante, que consiste de uma estrela B7II (a primária) e uma secundária, provavelmente também do tipo B. A primária, apesar de seu maior brilho, é menos massiva do que a secundária, sendo que possui um diâmetro maior do que seu próprio lóbulo de Roche - em outras palavras, a estrela não possui a gravidade suficiente para manter o material em suas camadas mais externas, que são atraídas pela secundária. Esta, mais massiva e menos brilhante, possui um disco de acreção como resultado.
A magnitude aparente de Beta Lyrae muda de +3,4 para +4,6, com um período de 12,9075 dias. Os dois componentes do sistema estão tão próximas uma das outras que não podem ser identificadas individualmente, quando observados em um telescópio. Sabe-se que o sistema é uma binária pelo eclipse e por evidência espectroscópica, tornando o sistema também uma binária espectroscópica.